# 中谷文美
中谷 文美（なかたに あやみ　1963年 -）は、日本の文化人類学者、D.Phil（オックスフォード大学）。岡山大学副学長、同大大学院社会文化科学研究科教授、グローバル・ディスカバリー・プログラム設置準備室長などを務めた。現在、岡山大学教授、グローバル・ディスカバリー・プログラムディレクター、ウィメンズアクションネットワーク理事などを務める。

## 概要
1985年、上智大学外国語学部フランス語学科卒業。1995年、オックスフォード大学大学院（博士課程）修了。
上智大学アジア文化研究所共同研究員、京都文教大学文化人類学科助手、国際アジア研究所（オランダ、ライデン）、京都大学人文科学研究所併任助教授などを歴任。
2008年、岡山大学大学院社会文化科学研究科教授に就任。バリ島を中心とするインドネシア農村社会の社会変化と女性労働や東南アジアにおける近代家族像の変遷と実態、日本におけるアジアン雑貨の表象と消費、現代オランダ社会における仕事の人類学的研究などを研究テーマとする。
2023年6月9日、自民党・公明党は、LGBT理解増進法案として、日本維新の会・国民民主党案を取り込んだ4党修正法案を衆議院内閣委員会に提出した。6月13日に衆議院本会議で法案が可決されると、6月14日、ウィメンズアクションネットワーク（WAN）理事長の上野、副理事長の伊田久美子、古久保さくら、理事の中谷、岡野八代、三浦まり、池田啓子は、三成美保や浅倉むつ子、井田奈穂らとともに計22人の女性の連名で、「LGBTQ＋への差別・憎悪に抗議するフェミニストからの緊急声明」をWANの公式サイトに発表。「『全ての国民が安心して生活することができることとなるよう留意』という文言が入ったことで、マイノリティの権利保障に向けたはずの法律がマジョリティの権利尊重を謳うことになってしまい、性的マイノリティへの理解増進が抑制的に運用される懸念がある」と訴えた。

## 活動
- 日本文化人類学会
- イギリス社会人類学会
- アメリカ人類学会
- 東南アジア学会
- ジェンダー史学会

など